# Étrabonne
Étrabonne est une commune française située dans le département du Doubs, la région culturelle et historique de Franche-Comté et la région administrative Bourgogne-Franche-Comté. 
Les habitants se nomment les Étrabonnais et Étrabonnaises.

## Géographie

### Climat
Pour des articles plus généraux, voir Climat de la Bourgogne-Franche-Comté et Climat du Doubs.
En 2010, le climat de la commune est de type climat des marges montargnardes, selon une étude du Centre national de la recherche scientifique s'appuyant sur une série de données couvrant la période 1971-2000. En 2020, Météo-France publie une typologie des climats de la France métropolitaine dans laquelle la commune est exposée à un climat semi-continental et est dans la région climatique  Jura, caractérisée par une forte pluviométrie en toutes saisons (1 000 à 1 500 mm/an), des hivers rigoureux et un ensoleillement médiocre. 
Pour la période 1971-2000, la température annuelle moyenne est de 10,3 °C, avec une amplitude thermique annuelle de 17,5 °C. Le cumul annuel moyen de précipitations est de 1 040 mm, avec 12,6 jours de précipitations en janvier et 9,2 jours en juillet. Pour la période 1991-2020, la température moyenne annuelle observée sur la station météorologique de Météo-France la plus proche, « Dannemarie-sur-Crète », sur la commune de Dannemarie-sur-Crète à 10 km à vol d'oiseau, est de 11,3 °C et le cumul annuel moyen de précipitations est de 1 066,6 mm. 
La température maximale relevée sur cette station est de 39,9 °C, atteinte le 25 juillet 2019 ; la température minimale est de −22 °C, atteinte le 9 janvier 1985,,. 
Les paramètres climatiques de la commune ont été estimés pour le milieu du siècle (2041-2070) selon différents scénarios d'émission de gaz à effet de serre à partir des nouvelles projections climatiques de référence DRIAS-2020. Ils sont consultables sur un site dédié publié par Météo-France en novembre 2022.

## Urbanisme

### Typologie
Au 1er janvier 2024, Étrabonne est catégorisée commune rurale à habitat dispersé, selon la nouvelle grille communale de densité à 7 niveaux définie par l'Insee en 2022.
Elle est située hors unité urbaine. Par ailleurs la commune fait partie de l'aire d'attraction de Besançon, dont elle est une commune de la couronne,. Cette aire, qui regroupe 310 communes, est catégorisée dans les aires de 200 000 à moins de 700 000 habitants,.

### Occupation des sols
L'occupation des sols de la commune, telle qu'elle ressort de la base de données européenne d’occupation biophysique des sols Corine Land Cover (CLC), est marquée par l'importance des territoires agricoles (73,5 % en 2018), une proportion identique à celle de 1990 (73,5 %). La répartition détaillée en 2018 est la suivante : terres arables (44,3 %), forêts (26,5 %), prairies (20 %), zones agricoles hétérogènes (9,2 %). L'évolution de l’occupation des sols de la commune et de ses infrastructures peut être observée sur les différentes représentations cartographiques du territoire : la carte de Cassini (XVIIIe siècle), la carte d'état-major (1820-1866) et les cartes ou photos aériennes de l'IGN pour la période actuelle (1950 à aujourd'hui).

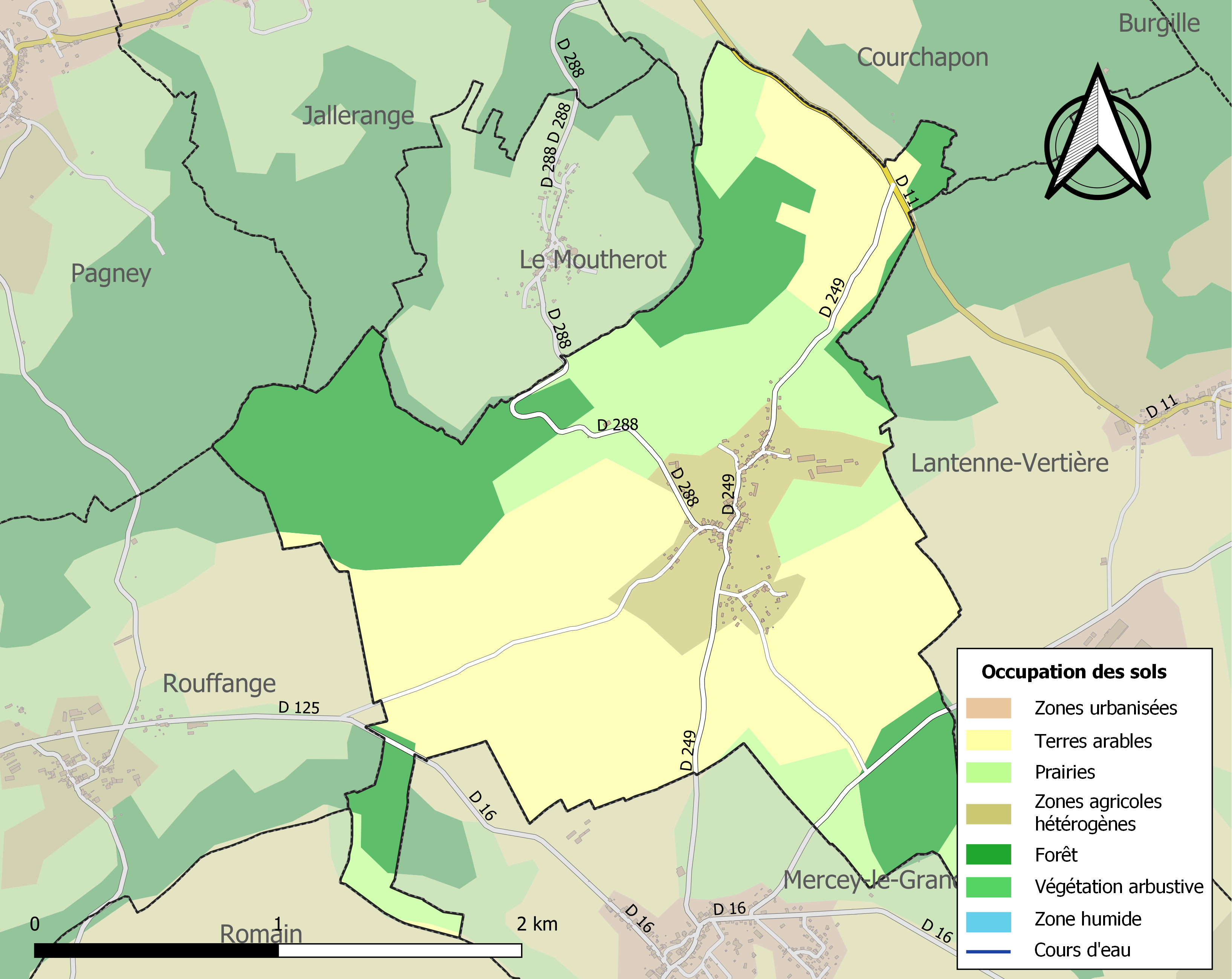
Carte des infrastructures et de l'occupation des sols de la commune en 2018 (CLC).

## Toponymie
Le lieu était désigné comme Strabunne en 1166 ; Strabona en 1223 ; Estrabeigne en 1266 ; Estrabonne en 1307.

## Chemins et pèlerinages
Une voie romaine passait à proximité. D'après les recherches les plus récentes, c’est elle qui aurait donné son nom au village : Étrabonne serait un dérivé de « strata bona » signifiant « la chaussée de bonne qualité ».
En 1140 est fondée une chapelle en l’honneur des plus connus des voyageurs du nouveau testament : les Rois mages. À partir de cette date, le culte, dit des Trois Rois, va se développer et connaître la notoriété bien au-delà des frontières de la Franche-Comté.
Le chemin de Compostelle venant de Strasbourg et se dirigeant vers le Puy, traverse la Franche-Comté. Après avoir coupé la vallée de l'Ognon à Banne, il passe à Pagney à  3,5 km au nord-ouest d'Étrabonne.

## Histoire
Des vestiges d'habitations gallo-romaines ont été découverts aux Ravières ainsi qu'un cimetière mérovingien.
La construction du château féodal remonte aux XIe ou XIIe siècles.
Nardin d'Estrabonne valide, en 1084, une charte concernant l'abbaye de Romainmôtier. Il serait également le fondateur du prieuré voisin du Moutherot,.
En 1140, une chapelle est dédiée aux rois mages. C'est ce qui aurait donné aux seigneurs le pouvoir de guérir les écrouelles.
En 1233, Jacques d'Estrabonne se déclare homme lige du comte Jean de Chalon, dont il tient le château et le territoire de la seigneurie.
En 1355, les seigneurs d'Estrabonne, vassaux des comtes de Bourgogne, affranchissent les habitants de la mainmorte. En 1436, Philippe le Bon, duc de Bourgogne, nomme un bailli à Étrabonne.
Au XVe siècle, après les destructions commises par les Grandes Compagnies, le château est largement remanié, vers 1450, par Guillaume III. À la mort du dernier des Estrabonne en 1471, il passe dans la famille d’Aumont.
En 1723, le château devint la propriété de Jean Pourcheresse, maître de forges de Fraisans. Sa fonction de ferme fait qu'il échappe à la destruction au moment de la Révolution.
La chapelle Saint-Martin actuelle, construite par l'architecte Gustave Vieille en 1830, a fait l'objet d'une réfection en 1929.

Le sculpteur Albert Pasche, propriétaire du château au début du XXe siècle, a réalisé le poilu du monument aux morts. 

## Politique et administration

### Rattachements administratifs et électoraux
La commune se trouve dans l'arrondissement de Besançon du département du Doubs. Pour l'élection des députés, elle fait partie depuis 1986 de la première circonscription du Doubs.
Elle faisait partie depuis 1801 du canton d'Audeux . Dans le cadre du redécoupage cantonal de 2014 en France, la commune est désormais rattachée au canton de Saint-Vit.

### Intercommunalité
La commune était membre de la petite communauté de communes du val Saint-Vitois, créée fin 2001.
Dans le cadre des dispositions de la loi portant nouvelle organisation territoriale de la République (Loi NOTRe) du 7 août 2015, qui prévoit que les établissements publics de coopération intercommunale (EPCI) à fiscalité propre doivent avoir un minimum de 15 000 habitants (et 5 000 habitants en zone de montagnes), le préfet du Doubs a arrêté le nouveau schéma départemental de coopération intercommunale (SDCI) qui prévoit notamment l'éclatement de cette communauté de communes et le rattachement de certaines de ses communes à la communauté de communes du Val marnaysien, d'autres à Grand Besançon Métropole, et deux, enfin, à la communauté de communes Loue-Lison
C'est ainsi que la commune est membre depuis le 1er janvier 2017 de la communauté de communes du Val marnaysien.

### Liste des maires
| Période                                  | Période   | Identité           | Étiquette | Qualité                    |
| ---------------------------------------- | --------- | ------------------ | --------- | -------------------------- |
| Les données manquantes sont à compléter. |           |                    |           |                            |
| mars 1959                                | mars 1983 | Louis Tournier     |           |                            |
| mars 1983                                | mars 2001 | Claude Léonard     |           |                            |
| mars 2001                                | mai 2020  | André Pharisat     | DVD       | Retraité de l'enseignement |
| mai 2020                                 | En cours  | Alexandra Pharisat |           |                            |

## Population et société

### Démographie
L'évolution du nombre d'habitants est connue à travers les recensements de la population effectués dans la commune depuis 1793. Pour les communes de moins de 10 000 habitants, une enquête de recensement portant sur toute la population est réalisée tous les cinq ans, les populations de référence des années intermédiaires étant quant à elles estimées par interpolation ou extrapolation. Pour la commune, le premier recensement exhaustif entrant dans le cadre du nouveau dispositif a été réalisé en 2008.

En 2022, la commune comptait 184 habitants, en évolution de −4,66 % par rapport à 2016 (Doubs : +1,88 %, France hors Mayotte : +2,11 %).
| 1793 | 1800 | 1806 | 1821 | 1831 | 1836 | 1841 | 1846 | 1851 |
| ---- | ---- | ---- | ---- | ---- | ---- | ---- | ---- | ---- |
| 229  | 274  | 278  | 318  | 301  | 267  | 273  | 253  | 248  |

| 1856 | 1861 | 1866 | 1872 | 1876 | 1881 | 1886 | 1891 | 1896 |
| ---- | ---- | ---- | ---- | ---- | ---- | ---- | ---- | ---- |
| 206  | 184  | 195  | 203  | 200  | 191  | 157  | 156  | 146  |

| 1901 | 1906 | 1911 | 1921 | 1926 | 1931 | 1936 | 1946 | 1954 |
| ---- | ---- | ---- | ---- | ---- | ---- | ---- | ---- | ---- |
| 138  | 140  | 135  | 100  | 111  | 97   | 93   | 85   | 96   |

| 1962 | 1968 | 1975 | 1982 | 1990 | 1999 | 2006 | 2008 | 2013 |
| ---- | ---- | ---- | ---- | ---- | ---- | ---- | ---- | ---- |
| 79   | 92   | 91   | 101  | 101  | 111  | 158  | 172  | 190  |

| 2018 | 2022 | - | - | - | - | - | - | - |
| ---- | ---- | - | - | - | - | - | - | - |
| 189  | 184  | - | - | - | - | - | - | - |

### Enseignement
Les enfants de la commune sont scolarisés au sein d'un regroupement pédagogique intercommunal (RPI) qui regroupe Mercey-le-Grand - Cottier - Étrabonne et compte quatre classes pour l'année scolaire 2017-2018.

## Culture locale et patrimoine

### Lieux et monuments
- Le château d'Étrabonne, d'époque médiévale, inscrit aux monuments historiques en 1968, et site inscrit depuis le 13 novembre 1942[27].
- La chapelle Saint-Martin.
- La maison du bailli, datant des XVe et XVIe siècles et reconstruite à l'identique. Site inscrit depuis le 9 septembre 1942[28].
- Les fontaines.

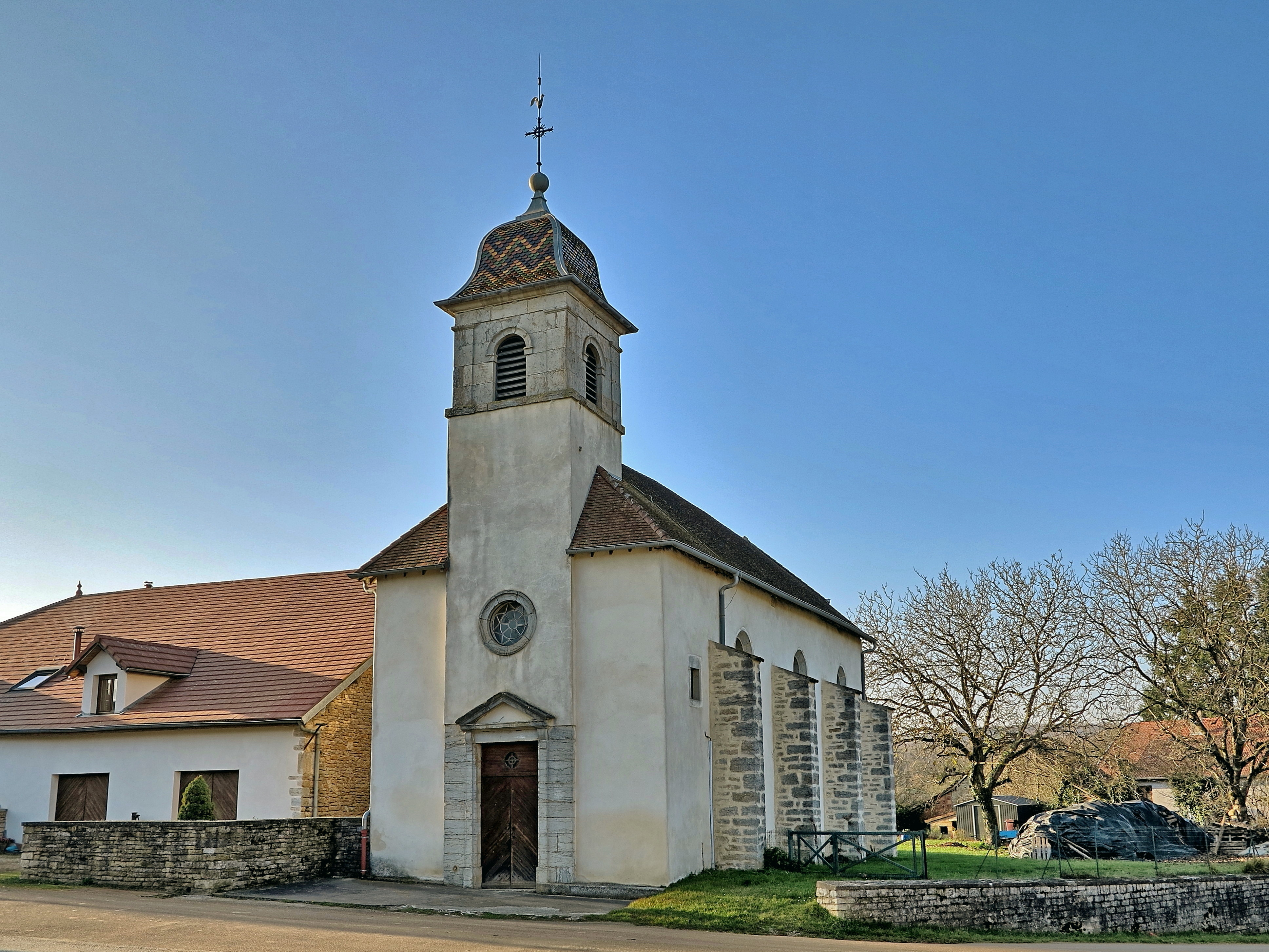
Chapelle Saint-Martin.
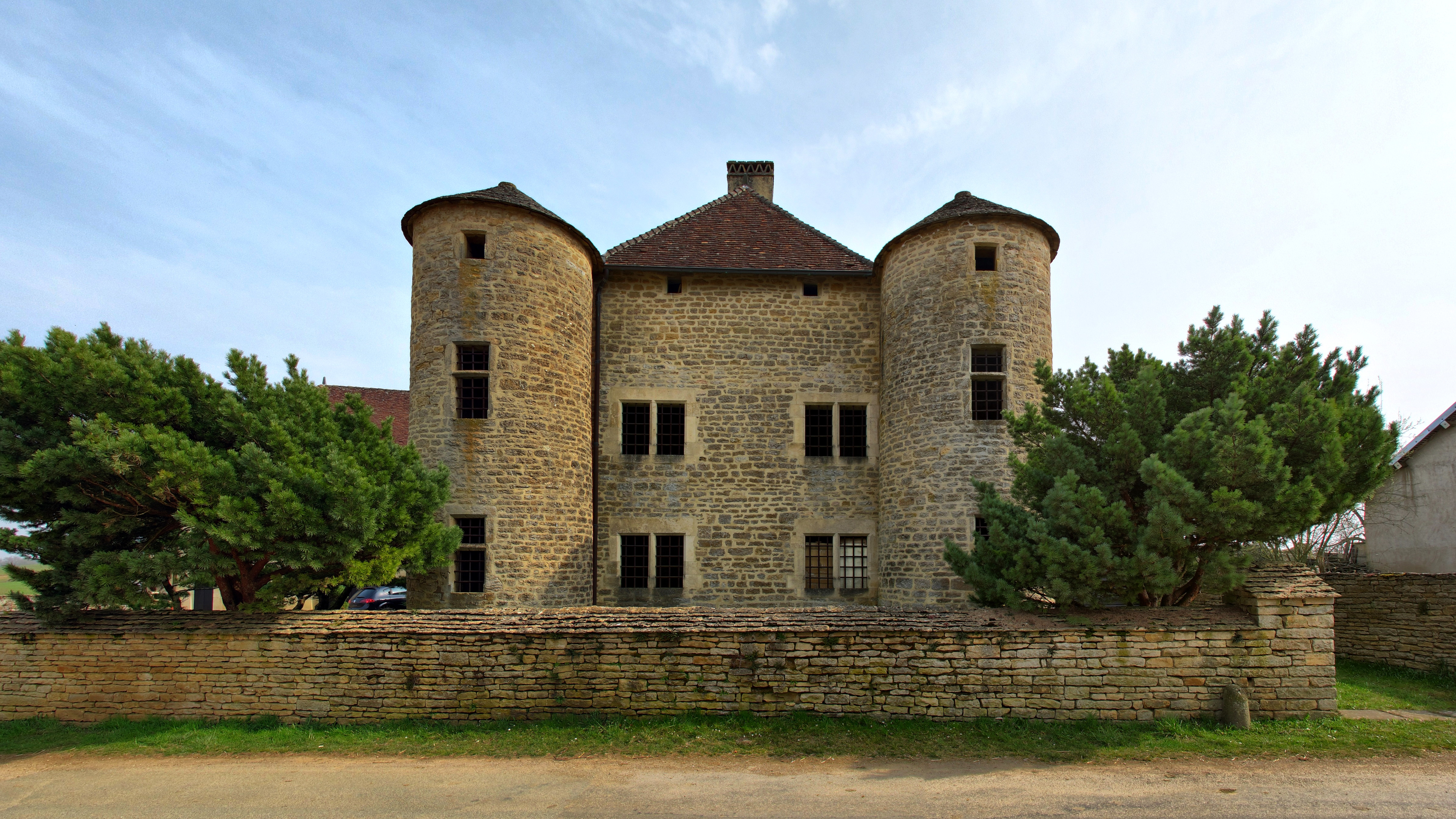
La maison du bailli.
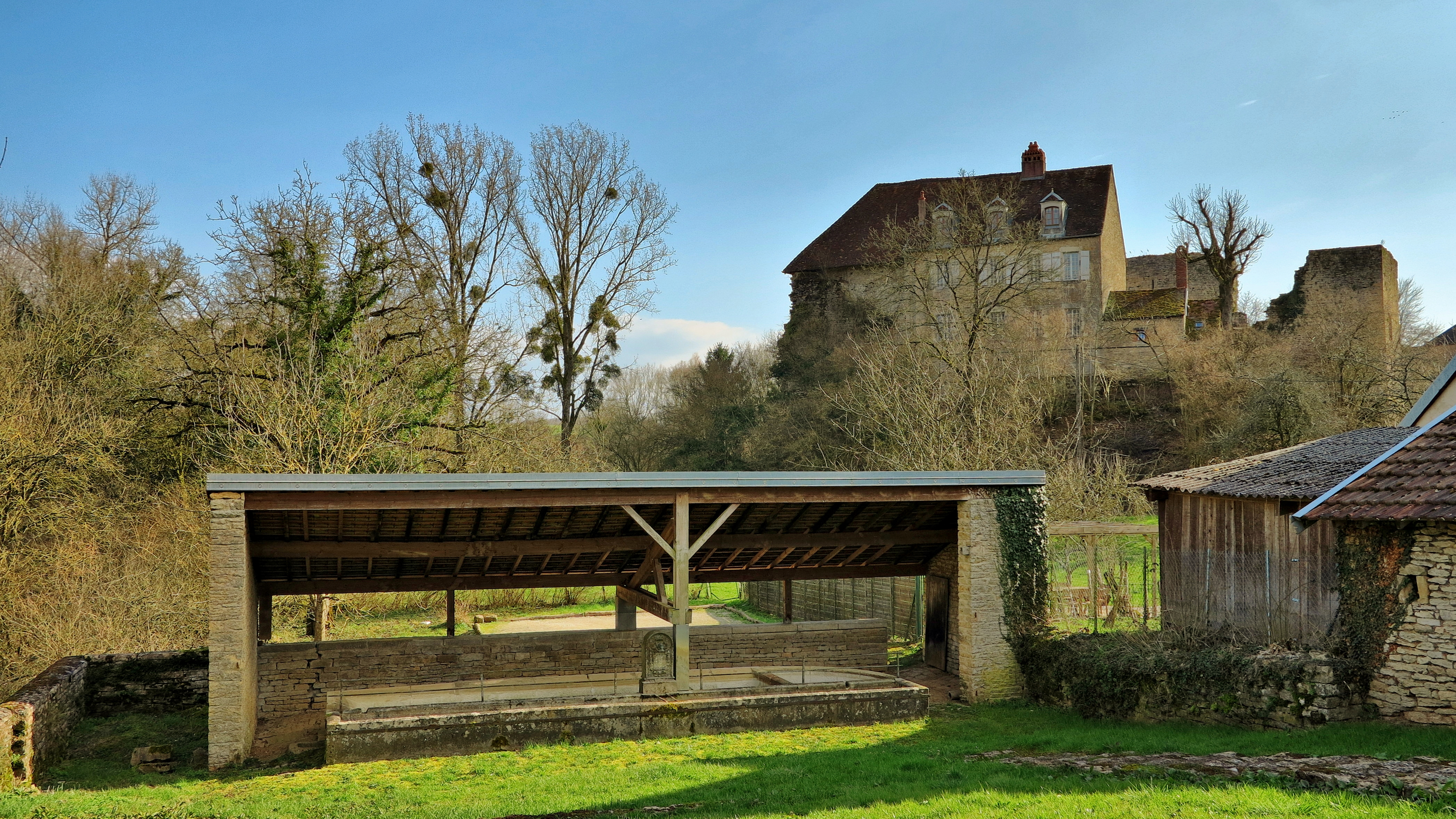
Le lavoir-abreuvoir devant le château.
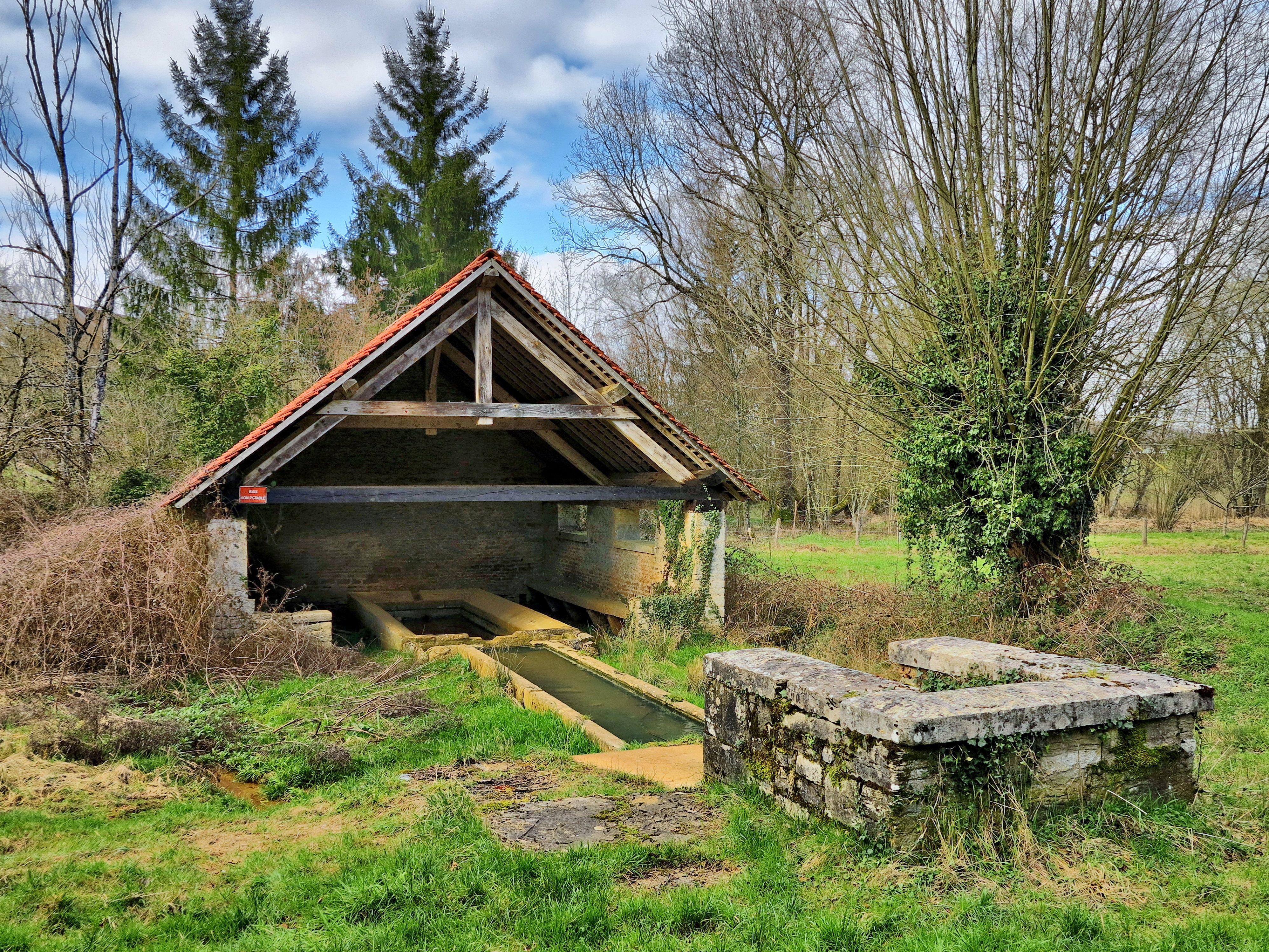
La fontaine, chemin de la fontaine.

### Personnalités liées à la commune
- Albert Pasche (1873-1964), sculpteur, propriétaire du château.

### Héraldique
| Blason de Étrabonne | Blason  | Coupé voûté et haussé: au 1er d'azur à la comète d'argent posée en fasce, au 2e d'or au lion d'azur. Devise« astra bona me ducit » (la bonne étoile me conduit). |
| Blason de Étrabonne | Détails | Création N. Vernot, adopté le 2 juin 2003. |